# Valentin Weinzettl
Valentin Weinzettl (13. únor 1858, Stráž nad Nežárkou – 20. říjen 1943, Třeboň) byl český přírodovědec, pedagog a gymnaziální ředitel. Většinu života prožil v Třeboni, kde působil jako středoškolský profesor geologie a matematiky, později jako ředitel tamního gymnázia. Sám publikoval práce z oborů geologie, paleontologie (monografie Gastropoda českého křídového útvaru z roku 1910), matematiky a organizace středního školství.

## Mykologie
Profesora Josefa Velenovského během příprav podkladů pro zakládající dílo české vědecké mykologie České houby (1920, resp. 1920 – 1922) nezištně zásoboval položkami hub a informacemi o jejich rozšíření a výskytu. Tím se významně zasloužil o mykologický průzkum Čech a především pak Třeboňska.
Velenovský na jeho počest pojmenoval nově popsaný druh choroš Weinzettlův (Polyporus Weinzettlii Velen. 1924), který byl později synonymizován s dubovnicí střevovitou (Pachykytospora tuberculosa (Fr.) Kotl. et Pouzar 1963). Dále po něm pojmenoval nově popsaný rod Weinzettlovka (Weinzettlia) s druhem Weinzettlovka červená (Weinzettlia rubescens Velen. 1921), která je dnes chápána jako synonymum pro pavučinec červenošupinný (Cortinarius bolaris (Pers.) Fr. 1838). Údaje o rozšíření, které Velenovský získal od Weinzettla, označuje zkratkou W.